# فريدريك إيلر
فريدريك إيلر (بالدنماركية: Frederik Ihler)‏ هو لاعب كرة قدم دنماركي في مركز الهجوم، ولد في 25 يونيو 2003. لعب مع آرهوس جمناستيك فورينينغ.